# Eduard Oscar Schmidt

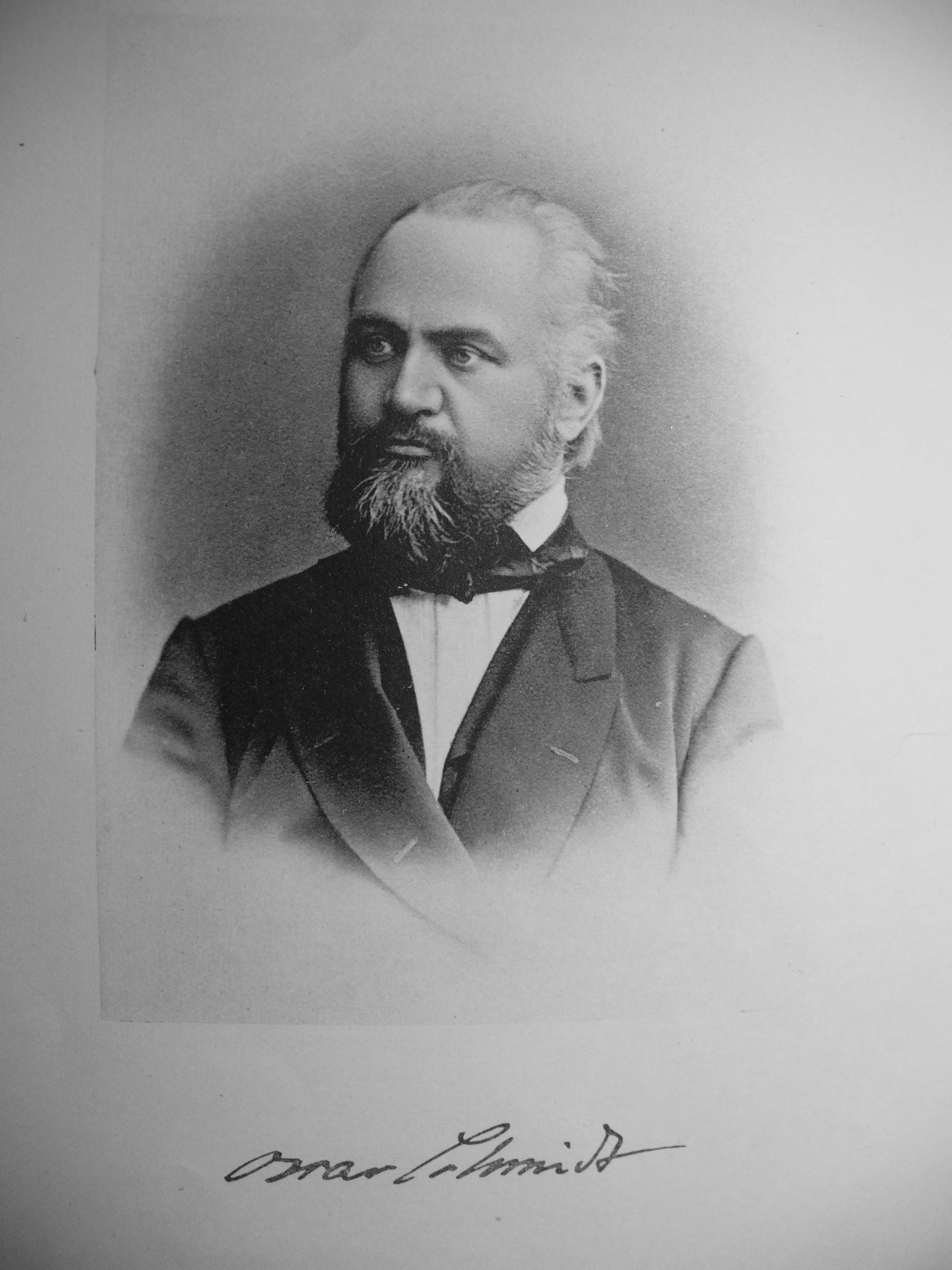
Der Zoologe Eduard Oscar Schmidt (1823–1886)

(Eduard) Oscar Schmidt (* 21. Februar 1823 in Torgau; † 17. Januar 1886 in Kappelrodeck) war ein deutscher Zoologe.

## Leben und Wirken
Schmidt wurde als Sohn des Militär-Predigers Adolph Eduard Schmidt und von Fani Cecilie Sophie geb. Ramus geboren. Nach einer Gymnasialausbildung in Schulpforte studierte er ab 1842 zunächst in Halle Mathematik und Naturwissenschaften und übersiedelte nach einem Jahr nach Berlin. Dort kam er durch Christian Gottfried Ehrenberg und Johannes Peter Müller zur Zoologie. 1847 habilitierte er sich in Jena. Er lehrte ab 1848 in Jena, ab 1855 in Krakau, ab 1857 in Graz (wo er Ehrenmitglied der Grazer akademischen Burschenschaft Arminia wurde) und ab 1872 in Straßburg. Schmidt war einer der ersten Verfechter der Darwinschen Evolutionstheorie und wandte diese in seinen Forschungsgebieten an. Dabei dehnte er die Anwendung des Abstammungsgedankens auf den gesamten Bereich des Lebens aus, von dessen Entstehung bis hin zum Menschen. So schrieb er 1873:
„[...] wir dürfen, ja wir müssen schliessen, dass das Leben zu einem gewissen Zeitpunkte der Abkühlung auf natürlichem Wege, d. h. ohne einen unbegreiflichen Schöpfungsact erschien, [...]“
Und zur Besonderheit der menschlichen Sprache:
„Selbst wenn man über den Ursprung der Sprache unklar wäre oder sogar die gänzliche Unwissenheit über diesen Punkt zugestehen müsste, so dürfte man aus dem Vorhandensein der Sprache nicht auf die Unanwendbarkeit der Abstammungslehre auf den Menschen herleiten, ohne, wie uns scheint, die Kette der Verstandesoperationen willkürlich abzubrechen.“
1880 wurde er zum Mitglied der Deutschen Akademie der Naturforscher Leopoldina gewählt.
Er war mit Ernst Haeckel und Franz Unger befreundet, die beide in Italien an der Adria Forschungen betrieben. Dadurch wurde er dazu angeregt, die Schwämme (Porifera) dieser Region zu bearbeiten. Darüber schrieb er mehrere systematische und entwicklungsgeschichtliche Arbeiten. Auch zur Popularisierung der Naturwissenschaften leistete er einen Beitrag. So schrieb Schmidt 1866 den Band der „Niederen Thiere“ für Brehms Thierleben.

## Schriften (Auswahl)
- Die rhabdocoelen Strudelwürmer (Turbellaria rhabdocoela) des süssen Wassers. Mauke, Jena 1848, (Digitalisat).
- Bilder aus dem Norden, 1851.
- Das Mikroskop, 1851.
- Hand-Atlas der vergleichenden Anatomie. Zum Gebrauch bei academischen Vorlesungen und für Studirende. Mauke, Jena 1852.
- Goethes Verhältnis zu den organischen Naturwissenschaften, 1853.
- Lehrbuch der Zoologie. Braumüller, Wien 1854, (Digitalisat).
- Die Entwicklung der vergleichenden Anatomie, 1855.
- Deliciae herpetologicae Musei Zoologici Cracoviensis, beschreibung der im K.K. Museum zu Krakau befindlichen, von J.V. Warszewitz in Neu-Granada und Bolivia Gesammelten ungeschwäntzen Batrachier. In: Denkschriften der Kaiserlichen Akademie der Wissenschaften / Mathematisch-Naturwissenschaftliche Classe. Band 14, 1858, S. 237–258 (biodiversitylibrary.org).
- Leitfaden der Zoologie, für höhere Schulen, 1860 - 4. Aufl. 1882.
- Die Spongien des adriatischen Meeres. Engelmann, Leipzig 1862, (Dazu: Supplement 1: Enthaltend die Histologie und systematische Ergänzungen. ebenda 1864; Supplement 2: Enthaltend die Vergleichung der adriatischen und britischen Spongiengattungen. ebenda 1866).
- (mit Franz Unger) Das Alter der Menschheit und das Paradies, 1866.
- Leben der Krebse, Würmer und ungegliederten wirbellosen Thiere. In: Ernst L. Taschenberg, Oskar Schmidt: Wirbellose Thiere (= Illustrirtes Thierleben. Eine allgemeine Kunde des Thierreichs. Bd. 6). Bibliographisches Institut, Hildburghausen 1869, S. 619–1031.
- Descendenzlehre und Darwinismus (= Internationale wissenschaftliche Bibliothek. Bd. 2, ZDB-ID 843781-6). Brockhaus, Leipzig 1873, (Digitalisat).
- Die Säugetiere in ihrem Verhältnis zur Vorwelt, 1884.